# Camille Montagne
Jean Pierre François Camille Montagne (Vaudoy-en-Brie, 15 febbraio 1784 – Parigi, 5 dicembre 1866) è stato un medico, botanico e micologo francese.
All'età di 14 anni, Montagne si arruolò nella Marine impériale, e partecipò all'invasione napoleonica d'Egitto. Nel 1802 tornò in Francia per studiare medicina, e due anni dopo diventò chirurgo militare. Nel 1832, all'età di 48 anni, si ritirò dal servizio militare per concentrarsi sullo studio di crittogame (muschi, alghe, licheni e funghi). Nel 1853 fu eletto membro all'Accademia francese delle scienze.
Nel 1845 fu uno dei primi scienziati (con Marie-Anne Libert) a fornire una descrizione della specie Phytophthora infestans. Montagne è noto anche per le indagini di specie micologiche del Guyane.
Contribuì a numerosi articoli: Archives de Botanique e Annales des Sciences naturelles. I generi Montagnaea (DC.) e Montagnites (Fr.) commemorano il suo nome.